# 小行星1264
小行星1264（1264 Letaba）是一颗围绕太阳公转的小行星。1933年4月21日，西里爾·傑克遜在约翰内斯堡发现了此天体。
該小行星以南非川斯瓦省的萊塔巴河命名。
这颗小行星的绝对星等为等。